# Буревестник (футбольный клуб, Ереван)
«Буревестник» — советский футбольный клуб из Еревана. Выступал в чемпионате Армянской ССР. В соревнованиях команд мастеров провёл один сезон — в зональном турнире класса «Б» 1960 года занял 6 место из 16 команд.
В 1960 году за команду выступали игроки, в разное время игравшие за «Спартак»/«Арарат» Ереван — Андраник Григорян, Эдуард Карапетян, Левон Симонян, Генрих Степанян и Семён Исраелян, выступавший также за «Нефтяник» Баку. В 1960 г. старшим тренером клуба был Сергей Элекчян. В 1956 г. выступал в первой лиге и занял по итогам сезона 7-е место.